# Next Entertainment World
Next Entertainment World (NEW; 넥스트 엔터테인먼트 월드) ist ein südkoreanisches Filmunternehmen, dass 2008 gegründet wurde, mit Hauptsitz in Seoul.
2008 stieg NEW in den saturierten, südkoreanischen Filmmarkt ein, der von CJ Entertainment und Showbox dominiert wurde, ein. Im Jahr 2013 konnte NEW die Konkurrenz, angeführt von CJ Entertainment, als umsatzstärkstes Filmunternehmen kurzzeitig ablösen und hatte einen Anteil von 29,5 % am Box Office in Südkorea. Der erfolgreichste Film des Jahres war das von NEW produzierte Drama Miracle in Cell No. 7 mit über 10 Millionen Zuschauern. Auch die Film New World und Hide and Seek waren sehr erfolgreich. Auch im Folgejahr hatte NEW durch The Attorney mit über 10 Millionen Zuschauern einen Riesenerfolg.
Zu einer Sensation wurde der 2016 erschienene Zombiefilm Train to Busan von Yeon Sang-ho.
2015 gründete NEW gemeinsam mit dem chinesischen Huace Media das Joint Venture HUACE & NEW, um Filme für den chinesischen Markt zu produzieren, darunter u. a. chinesische Remakes der Filme The Beauty Inside und The Phone (2015). NEW gehört zudem zu den ersten südkoreanischen Unternehmen, die mit Netflix kooperierten. Beginnend mit Pandora (2016) begann Netflix Filme von NEW international zu vertreiben, bspw. Steel Rain (2017) und Telekinese (2018).
Für den internationale Verleih begründete NEW die Sparte und das Label Contents Panda. Diese verkaufen Filmproduktionen in andere Länder. Dabei nicht nur die Filme von Next Entertainment World, sondern auch von anderen Produzenten. 2017 stieg NEW in den Kinomarkt ein und begründete die Multiplex-Kette Cine Q.